# تپه کرگان
تپه کرگان مربوط به عصر مفرغ - عصر آهن - سده‌های میانه دوران‌های تاریخی پس از اسلام است و در شهرستان اردبیل، بخش هیر، دهستان هیر، روستای کرگان واقع شده و این اثر در تاریخ ۲۲ آبان ۱۳۸۶ با شمارهٔ ثبت ۲۰۱۴۹ به‌عنوان یکی از آثار ملی ایران به ثبت رسیده است.